# Młode orły
Młode orły – dziewiąty singel zespołu Lady Pank, został wydany na CD. Singel ten promował studyjną płytę zespołu Na na. Muzyka została skomponowana przez Jana Borysewicza, a autorem tekstu jest Janusz Panasewicz. Do utworu nakręcono również teledysk (reż. Waldemar Stroński). Utwór „Młode orły” i teledysk był też ilustracją muzyczną do spektaklu Teatru TV pt. „Cisza” (scenariusz i reżyseria: Paweł Trzaska), w której jedną z głównych ról zagrał gitarzysta zespołu Andrzej Łabędzki. W scenie końcowej tego spektaklu pojawia się również sam zespół.

## Skład zespołu
- Jan Borysewicz – gitara solowa
- Janusz Panasewicz – śpiew
- Kuba Jabłoński – perkusja
- Krzysztof Kieliszkiewicz – bas
- Andrzej Łabędzki – gitara